# عقان (شهر)
 عقان  شهر کوچکی در پایهٔ کوه (جبل تعز)، از توابع استان عَدَن در کشور یمن در شبه جزیره عربستان است. 
این شهر در سر راه ارتباطی عدن به تعز از سمت جنوب شرقی آن واقع شده‌است.
دارای باغ‌های انگور وصناعت دستی می‌باشد.